# Euryopis chatchikovi
Euryopis chatchikovi är en spindelart som beskrevs av A. V. Ponomarev 2005. Euryopis chatchikovi ingår i släktet Euryopis och familjen klotspindlar. Inga underarter finns listade i Catalogue of Life.